# Комунистическа партия на Германия
 Тази статия е за забранената Комунистическа партия на Германия.  За Германска комунистическа партия вижте DKP.  
Комунистическата партия на Германия (на немски: Kommunistische Partei Deutschlands, KPD) или КПГ е бивша основна политическа партия в Германия в периода между 1918 и 1933, която продължава да съществуват тайно в нацистка Германия, а в първите години след края на Втората световна война работи открито като второстепенна партия в Западна Германия, докато не бива забранена през 1956 г.

## След 1945 г.
Фракция на Комунистическата партия също е организирана и в Западна Германия. На изборите през 1949 г. те печелят 5,7% от вота и получават представителство в Бундестага, но въпреки това развитието на Студената война и установената диктатура в Източна Германия засягат сериозно популярността на партията и на изборите през 1953 г. тя успява да спечели само 2,2% от гласовете и влиза в Бундестага.
Партията е обявена за незаконна в Западна Германия на 17 август 1956 г., след като Конституционният съд на Германия постановява, че нейната дейност е в противоречие с Конституцията. През 1968 г., бивши членове на Комунистическата партия на Германия основат Германската комунистическа партия.